# Стипица Калођера
Стипица Калођера (Београд, 24. мај 1934 — Загреб, 3. јануар 2025) био је jeдан од најпознатијих југословенских и хрватских композитора, аранжера, диригената и продуцената. Аутор је неких од највећих хитова забавне музике, попут Цесарице, те добитник бројних домаћих и иностраних награда. Млађи је брат, једнако познатог композитора, Никице Калођере.

## Каријера
У музичкој школи Ватрослав Лисински учио је да свира виолину, трубу а касније и клавир. Од 1948. - 1952. године, похађао је Музичку школу при загребачком конзерваторијуму. Иако је музика била његова прва љубав, као и брат му, одлучио је да упише и студије медицине на Медицинском факултету у Зaгребу, на којем је и докторирао 1962. године. Живио је у Загребу са супругом Марушком Шинковић, некада познатом певачицом забавне музике.
1957. и 1958. годину, проводи на турнеји по Немачкој и Француској. После откривања његовог музичког талента, постаје члан Плесног оркестра Радија Загреб. Почиње и компоновати забавну музику и прве аранжмане за оркестар. У богатој каријери написао је преко 4000 аранжмана за многе реномиране уметнике. Као и старији брат, на фестивалу забавне музике у Сплиту, делује од самих почетака фестивала где је остварио и велике успехе. Као диригент и аранжер, наступио је са групом Магазин на Евровизији 1995. године, те 1998. године са Данијелом Мартиновић у истим улогама. Браћа Калођера створили су неке од највећих хитова забавне музике, који се и данас радо изводе те имају статус евергрина

## Награде и признања
- 1974. - Добио је прву музичку награду Иван Зајц, за најбољу инструментализацију.
- 1993. - Награда Порин за најбољи аранжман за песму Цесарица, коју је изводио Оливер Драгојевић.
- 1998. - Награда Порин за албум Министарство, Арсена Дедића.
- 2010. - Награда Порин за животно дело.

## Стваралаштво
- Габи Новак: Адресе моје младости, Вино и гитаре
- Драган Стојнић: Вино и гитаре
- Мишо Ковач: Тражим, Проплакат' ће зора
- Миро Унгар: Долина мог' дјетињства
- Арсен Дедић: Послије толико година
- Ибрица Јусић: Вољена земљо
- Ивица Шерфези: Свирај ми, гитаро
- Марушка Шинковић: Ча је било, тега више ни
- Ђорђи Перузовић: Поноћно сунце, Љубави, руку ми дај
- Кемал Монтено: Цвите били из ђардина, Сунце дјетињства, Адриана, Адриана, Залеђена чесма